# Petrovideos
Los 'Petrovideos' es el nombre que le dio la Revista Semana a las comunicaciones de la campaña presidencial de 2022 del presidente electo de Colombia Gustavo Petro. La filtración de varios videos de reuniones privadas de estrategia de campaña fue hecha por parte de una fuente anónima a dicha revista.
Los videos filtrados de reuniones privadas de estrategia de campaña desde la plataforma Zoom, fueron presentados de manera fragmentada a partir del 8 de junio del 2022, durante la última semana de la campaña presidencial de segunda vuelta; en ellos Roy Barreras del Pacto histórico, así como asesores como Sebastián Guanumen, relataban estrategias de campaña de ataque en redes sociales a contendores como Sergio Fajardo y Federico Gutiérrez, entre otros.
Según la revista Semana, la filtración de los videos provino de una fuente anónima que se contactó con algunos periodistas de la publicación. En su poder aseguró tener las pruebas en video de la estrategia de "guerra sucia" que puso en marcha la campaña presidencial de Petro. Usando mecanismos encriptados de comunicación, alojados en servidores fuera de Colombia, la fuente remitió a esta revista horas y horas de video que fueron publicados de manera fragmentada y que la Revista Semana quiso mostrar como "la mayor filtración de la política en el país desde el escándalo de los narcocasetes que dieron origen al Proceso 8.000.", si bien desde la campaña de Petro compararon dichas interceptaciones ilegales con el Escándalo de Watergate en Estados Unidos donde se interceptaron ilegalmente las comunicaciones del Partido Demócrata con complicidad del gobierno de Richard Nixon. Si bien, ambas comparaciones, la de la revista Semana y la de la campaña de Petro, fueron consideradas como «exageradas» por varios analista. En los videos encontraron largas sesiones de los comités de estrategia política, digital y de comunicaciones del candidato presidencial Gustavo Petro. En varias de esas reuniones participó el candidato presidencial; su esposa, Verónica Alcocer, y algunos alfiles de confianza como Roy Barreras, Alfonso Prada, Eduardo Noriega, Catalina Velasco, Clara López, Armando Benedetti, Luis Fernando Velasco, Temístocles Ortega, Roosvelt Rodríguez y Eduardo Ávila.

## Filtración a los medios
La tarde del 8 de junio del 2022 una fuente anónima reveló a Semana los videos de la estrategia política dando como justificación para contactar a este medio, la siguiente: “Como militante de la Colombia Humana, decido revelar una verdad frente a lo que ha pasado en estas elecciones; el límite moral debe caracterizarse por la necesidad de no degradar el debate ni condicionar la honestidad y la identidad política. Por esto, consideró que es el momento de dar a conocer mi desacuerdo con una campaña que ha demostrado a toda costa que definitivamente el fin sí justifica los medios para llegar al poder (...) Hoy, tal vez tarde, me doy cuenta de que se está hundiendo en el fango con tal de quitar del camino a sus contrincantes, sin importarles sus familias, su carrera política y hasta su dignidad y honra”. La comunicación agregó: “Quiero con esto iniciar un camino que direccione a Colombia hacia un verdadero cambio, con el que pueda dejar atrás las campañas de odio y miedo, y que comencemos a avanzar hacia una patria en la que todos hagamos parte de un pacto por la paz, la igualdad y la justicia social”. De inmediato, con el material recibido, la redacción de Semana comenzó una maratónica jornada para procesar cada minuto de video.

## Contenido de los videos
A continuación se muestra una selección de las principales revelaciones en dichos videos, detalles del alcance de dichas filtraciones y acceso al material multimedia hecho por el periódico El Tiempo para contrastar los comentarios y testimonios de quienes articularon las estrategias de campaña:

### Desacreditar y dividir como estrategia
En el grupo de videos que inicialmente se conocieron se ve cómo Roy Barreras propone en reunión con Gustavo Petro y otros líderes del Pacto Histórico "atacar a Alejandro Gaviria" a quien consideraba una seria "amenaza electoral", pero que no fuera el candidato Petro el que adelantara dicha labor. Igualmente señala la necesidad de "dividir al centro" dirigiendo ataques contra Sergio Fajardo a quien le interesaba doblegar para atomizar el voto de centro y obligarlo incluso, en ese momento de inicio de campaña, a medirse con Gustavo Petro en una eventual competencia preelectoral.

### Controlar escándalo del pacto con extraditables
En este otro video filtrado se supo cómo Roy Barreras alerta a otros miembros del Pacto Histórico que existen copartidarios que efectivamente visitaron en las cárceles (La Picota) a extraditables "para ofrecerles no ser extraditados", en una clara alusión al posterior escándalo conocido como 'el pacto de la Picota', protagonizado por el hermano de Gustavo Petro y Piedad Córdoba, senadora electa por ese movimiento y posteriormente apartada por el propio Gustavo Petro de la campaña. "Debemos controlarlo como cuando se detona un explosivo de manera controlada", recomienda Roy Barreras en este video filtrado en el que intenta adelantarse a lo que luego fue un gran escándalo.

### Armando Benedetti y el apoyo acordado con William Dau
Este video da cuenta de una reunión entre miembros del Pacto Histórico, en cabeza de Armando Benedetti, con el actual alcalde de Cartagena William Dau, quien habría pedido que se incluyera una 'ficha' suya en las listas del Pacto Histórico al Congreso, a cambio de ofrecer apoyo desde la capital de Bolívar. En dicha reunión, con la participación de Gustavo Petro, se delega a otro importante asesor y protagonista político del Pacto Histórico, Eduardo Noriega de la Hoz, para que viaje a Cartagena y analice cómo se podrían articular dichos acuerdos con Dau para lograr el apoyo en una región "donde hemos perdido", indican los asistentes al encuentro.

### La campaña gris de Sebastián Guanumen
El asesor Sebastián Guanumen arma un plan de varios puntos de lo que denominan como 'campaña gris', o 'plan b' para atacar a sus rivales '"activando las bodegas" y esparciendo 'fake news, memes', etc., para desprestigiar y "reventar" a contrincantes. En dicha reunión en video varios de los asistentes, la mayoría jóvenes líderes del Pacto Histórico, se muestran contrarios a adelantar tácticas de campaña negra, a lo que Guanumen responde que "nadie se puede enterar". Una persona de su audiencia le deja en claro que “A la primera que la prensa se entere de quién está haciendo esto, se jodió todo”.

### Reunión entre Germán Vargas Lleras y Gustavo Petro
Roy Barreras, en uno de los videos filtrados, contó de una supuesta reunión entre Germán Vargas Lleras y Gustavo Petro en la que se habría coordinado el apoyo del líder de Cambio Radical al Pacto Histórico. Según Roy Barreras "Vargas Lleras hizo una especie de acuerdo con él (Petro) de que frenaba la adhesión a Fico y dejaba a la gente en libertad (de votar)". Sin embargo reconoce que en "la última reunión" entre Petro y Vargas Lleras él no estuvo y que desconoce si dicho acuerdo seguía en firme.

## Reacciones

### Fiscalía General
Por el contenido de lo que consideraron los “Petrovideos”, la Red de Veedurías de Colombia le pidió a la Fiscalía investigar si el material gráfico filtrado de la campaña de Gustavo Petro incumple las normas electorales o de financiación de campañas. Debido a esta denuncia, el Fiscal General dispuso a un fiscal de la Dirección Especializada contra la Corrupción y a un equipo del CTI para que investiguen si el caso vale la pena. La Fiscalía recibió la denuncia a través de la Unidad de Recepción Inmediata para la Transparencia Electoral (URIEL). Después de recibir la denuncia, la Fiscalía anunció, por medio de un comunicado, las acciones que tomará frente al contenido encontrado en los videos.[cita requerida]
Federico Gutiérrez amplió la denuncia contra Gustavo Petro ante la Sala de Instrucción de la Corte Suprema de Justicia. Gutiérrez afirma que el líder del Pacto Histórico habría orquestado ataques sistemáticos contra su campaña durante la previa a la primera vuelta de las elecciones presidenciales. Durante esta campaña electoral han sido varios los videos de equipos de campaña que han sido filtrados por medios de comunicación, especialmente los de la campaña de Gustavo Petro. A pesar de que los videos han sido virales y han despertado diversas opiniones, la Fiscalía, hasta ahora, no ha hallado prueba de alguna irregularidad dentro del contenido de estos videos.

### Gustavo Petro
En una entrevista con el diario El País, de España, Petro dijo sobre los ‘petrovideos’: “Estamos ante un Watergate. Son 11 meses continuos de comunicaciones interferidas y grabadas. No existe un archivo de grabaciones políticas igual en Colombia Humana. Estas grabaciones están hechas desde fuera y para eso se necesita una capacidad tecnológica importante. Espero que no esté el actual Gobierno en esa operación porque sería terrible”. A pesar de que se trata de grabaciones hechas por los mismos integrantes de la Colombia Humana de las reuniones que realizaban periódicamente para definir las estrategias políticas y de comunicaciones. En la entrevista con El País, Petro dijo: “Ahora ese material está en manos de la prensa. Hay algo curioso: en todas esas horas de grabación no digo que vaya a expropiar a nadie, ni que vaya a convertir Colombia en Venezuela. Demuestra que eran campañas construidas por nuestros rivales para darle miedo al electorado”.

### Dentro de la Coalición de izquierda
La revelación de las grabaciones también generó algunas controversias en el interior de la coalición del Pacto Histórico.
El senador Gustavo Bolívar, le reclamó públicamente a su compañero Roy Barreras. “Me indigna que digas que hay gente del Pacto Histórico ofreciendo no extradición a presos de La Picota. Eso es falso y empaña una campaña limpia, donde hemos dejado el alma en cada rincón de Colombia. Te invito a que digas quienes han hecho ese ofrecimiento. El país debe saberlo”, escribió Bolívar en su cuenta de Twitter el pasado 9 de junio, una vez se conocieron las grabaciones. La respuesta de Barreras no se hizo esperar: “El país lo sabe. Tú también. Y la campaña descalificó a quien, según información internacional reservada, podría haber usado el nombre de la campaña para esos ofrecimientos ilegales” y luego agregó: “No hay nada de qué avergonzarse, senador @GustavoBolivar. No caigas en la trampa. La campaña es víctima de CHUZADAS E INFILTRACIONES ILEGALES. Es WATERGATE! Espían, graban y filtran las conversaciones privadas! Eso es delito! Nosotros conversamos! Ellos chuzan y delinquen!”.
La entonces representante a la Cámara de Representantes por el Partido Alianza Verde Katherine Miranda, retuiteó a Gustavo Bolívar y a Roy Barreras y añadó: “¡En política NO TODO VALE! Y a renglón seguido también señaló: “¡El fin jamás justificará los medios!”. De igual forma, la electa representante a la Cámara por Bogotá desde esa misma colectividad Catherine Juvinao se unió al acalorado debate en la red social por los petrovideos: “Yo sí no estoy para justificarle bajezas ni mezquindades a ningún político. Menos aún cuando somos 8,5 millones de colombianas/os empujando una transformación porque queremos un país mejor, léase bien, MEJOR. Desde la independencia lo digo: la purga empieza desde adentro”. Y quien hace pocos días atrás también le había dado su apoyo a Gustavo Petro, añadió: “El Pacto Histórico que yo apoyo es un pacto con la ciudadanía. Uno en el que la fuerza, la esperanza y la mística provienen de la lucha de los jóvenes, de las mujeres, de los campesinos, de los indígenas. Los politiqueros que cabalgan aquí no me representan, ni de forma ni de fondo”.
El vallecaucano Duvalier Sánchez, quien en calidad de representante a la Cámara como integrante de la Alianza Verde también llegó a la apuesta a la Presidencia del Pacto Histórico, expresó su desacuerdo con lo que se evidencia en las horas de grabación: “Es injustificable que se haya recurrido a este tipo de prácticas para desarrollar la campaña por parte de los integrantes de la misma”, señaló Sánchez en un vídeo divulgado a través de sus redes sociales.